# Simon Pytlick
Simon Bogetoft Pytlick, más conocido como Simon Pytlick, (Thurø, 11 de diciembre del 2000) es un jugador de balonmano danés que juega de lateral izquierdo en el SG Flensburg-Handewitt. Es internacional con la selección de balonmano de Dinamarca.
Es hijo del entrenador de balonmano Jan Pytlick.

## Palmarés

### Selección nacional
| Juegos Olímpicos   | Juegos Olímpicos             | Juegos Olímpicos | Juegos Olímpicos |
| Año                | Lugar                        | Medalla          |                  |
| ------------------ | ---------------------------- | ---------------- | ---------------- |
| 2024               | París                        | Medalla de oro   |                  |
| Campeonato Mundial |                              |                  |                  |
| Año                | Lugar                        | Medalla          |                  |
| 2023               | Polonia y Suecia             | Medalla de oro   |                  |
| 2025               | Croacia, Dinamarca y Noruega | Medalla de oro   |                  |
| Campeonato Europeo |                              |                  |                  |
| Año                | Lugar                        | Medalla          |                  |
| 2024               | Alemania                     | Medalla de plata |                  |

### GOG Gudme
- Liga danesa de balonmano (2): 2022, 2023
- Copa de Dinamarca de balonmano (2): 2019, 2022

### Flensburg
- Liga Europea de la EHF (1): 2024

### Consideraciones individuales
- Mejor lateral izquierdo del Campeonato Mundial de Balonmano Masculino de 2023[3]
- Mejor lateral izquierdo de la Liga danesa de balonmano (2): 2021-22,[4] 2022-23[5]
- Mejor jugador danés de 2022[6]
- Mejor jugador danés de 2023[7]
- Mejor lateral izquierdo del torneo masculino de balonmano de los Juegos Olímpicos de París 2024[8]
- Mejor lateral izquierdo del Campeonato Mundial de Balonmano Masculino de 2025[9]

## Clubes
| Club                   | País      | Año         |
| ---------------------- | --------- | ----------- |
| GOG Gudme              | Dinamarca | 2018 - 2023 |
| SG Flensburg-Handewitt | Alemania  | 2023 - Act. |

## Estadísticas

### Selección nacional
|  | Líder del Torneo            |
|  | Incluido en el Equipo Ideal |

| Torneo                | Partidos | Ataque | Ataque | Ataque      | Ataque | Posición         |
| Torneo                | Partidos | Goles  | Tiros  | Efectividad | Media  | Posición         |
| --------------------- | -------- | ------ | ------ | ----------- | ------ | ---------------- |
| Mundial 2023          | 9        | 51     | 70     | 72,86%      | 5,66   | Medalla de oro   |
| Europeo 2024          | 8        | 37     | 62     | 59,68%      | 4,62   | Medalla de plata |
| Juegos Olímpicos 2024 | 8        | 54     | 79     | 68,35%      | 6,75   | Medalla de oro   |
| Mundial 2025          | 9        | 50     | 67     | 74,63%      | 5,56   | Medalla de oro   |
| Total en su carrera   | 34       | 192    | 278    | 69,06%      | 5,65   | -                |

Actualizado a 2 de febrero de 2025.